# أسل توماسي
أسل توماسي (الاسم العلمي: Juncus thomasii) نوع نباتي يتبع جنس الأسل وينتمي إلى الفصيلة الأسلية.